# Plouharnel
Plouharnel é uma comuna francesa na região administrativa da Bretanha, no departamento Morbihan. Estende-se por uma área de 18,37 km². Em 2010 a comuna tinha 2 235 habitantes (densidade: 121,7 hab./km²).